# Victor Rebengiuc
Victor Rebengiuc (Bucarest, 10 febbraio 1933) è un attore e regista rumeno, uno dei più importanti a livello nazionale.

## Biografia
Nacque a Bucarest nel 1933. Dopo aver lavorato per molti anni a teatro ha debuttato nel cinema con un cortometraggio nel 1961 e, nel 1965, ha preso parte al film La foresta degli impiccati. È ricordato per essersi opposto al regime comunista.

## Filmografia

### Cinema
- La foresta degli impiccati, regia di Liviu Ciulei (1965)
- I Moromete, regia di Stere Gulea (1987)
- Perché suonano le campane, Mitica?, regia di Lucian Pintilie (1990)
- La bilancia, regia di Lucian Pintilie (1992)

### Televisione
- Yoa - serie TV, 5 episodi (1995-1996)